# 씨네21 영화평론상
씨네21 영화평론상은 <씨네21> 잡지가 주최하는 영화평론 공모전이다.

## 역대 수상자
*   최우수상 수상자
| 수상년도 | 수상자 | 수상작 | 출처  |  |       |
| -------- | ------ | ------ | ----- |  | ----- |
| 1996년   | 염찬희 |        | [ 1 ] |  |       |
| 1996년   | 이명희 |        | [ 1 ] |  |       |
| 1997년   | 1997년 | 이상용 | [ 1 ] |  | [ 1 ] |
| 1997년   | 1997년 | 김이수 | [ 1 ] |  | [ 1 ] |

1. 1 2  “알림 ● 제28회 '씨네21' 영화평론상 공모”. 2023년 4월 3일.